# Kathedraal van Sens

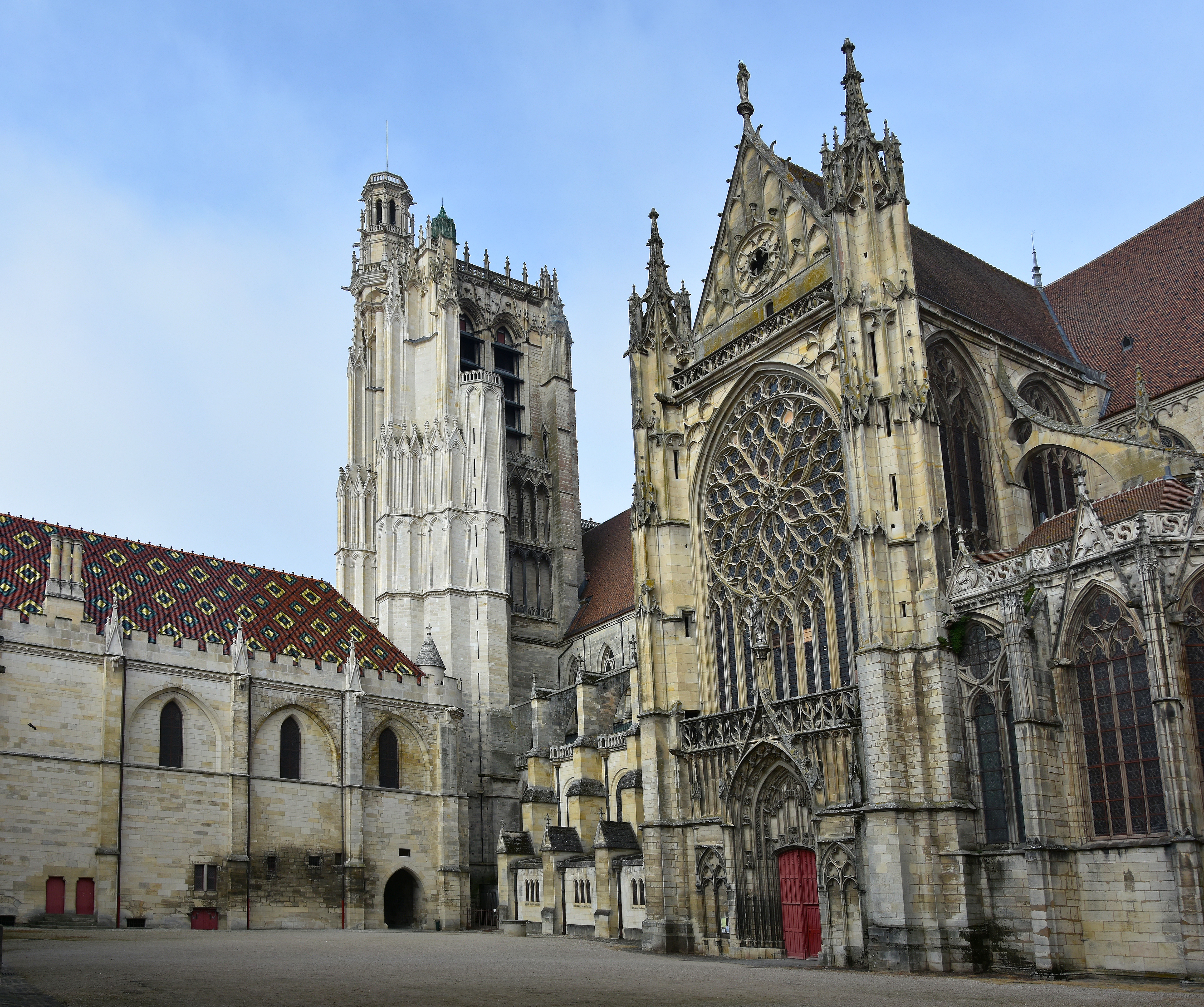
Zuidelijke toren en zuidgevel met links het synodaal paleis

De Kathedraal van Sens (Frans: Cathédrale Saint-Étienne de Sens) is de eerste vroeggotische kathedraal van Frankrijk, gelegen in Sens, in het departement Yonne in Bourgondië. De kathedraal is toegewijd aan de eerste martelaar Stefanus. Lodewijk IX trad in 1234 te Sens in het huwelijk met Margaretha van Provence, de oudste dochter van graaf Raymond Berengar V van Provence.

## Bouwgeschiedenis
De bouwgeschiedenis van de kathedraal van Sens loopt parallel met die van het koor van de basiliek van Saint-Denis, waarmee abt Suger de beslissende stap zette naar de gotische bouwkunst.
De kleine provinciestad die Sens nu is, in het uiterste noordwesten van Bourgondië, was vroeger een stad van aanzien, want het was zetel van de aartsbisschop die het recht had de koning te zalven, de Franse bisschoppensynode bijeen te roepen en Abélard als ketter te veroordelen (in 1104).
De toenmalige aartsbisschop Henri Sanglier besloot in 1130 een nieuwe kathedraal in Sens te bouwen. Abt Suger van Saint-Denis kwam rond diezelfde tijd op precies hetzelfde idee. Alleen stond zijn kerk er al; en werd het nieuwe koor in 1144 ingewijd, in aanwezigheid van de opvolgende aartsbisschop van Sens, Hugues de Toncy.
Onder de indruk van de prestaties in Saint-Denis zat er aanvankelijk vaart in. In 1164 kon paus Alexander III het hoofdaltaar inwijden, maar pas tussen 1175 en 1180 werd het schip voltooid en in 1230 de westgevel. De bouwers hadden veel pech want niet alleen vernielde een enorme brand in 1184 een gedeelte van de kerk, maar in 1268 stortte de zuidelijke toren in.
Toch wordt de kathedraal van Sens de inspiratiebron van die van Canterbury, de meest 'Franse' van alle Britse kathedralen, waar bouwmeester Willem van Sens werfleider werd in 1175.
Daarna blijft het even stil. Pas rond 1490 krijgt bouwmeester Martin Chambiges opdracht het dwarsschip te bouwen. Rond 1520 worden de flamboyante noord- en zuidgevel voltooid. En rond 1537 worden de eerste sporen van de renaissance duidelijk in een kleine bekroning van de zuidelijke toren aan de westgevel.

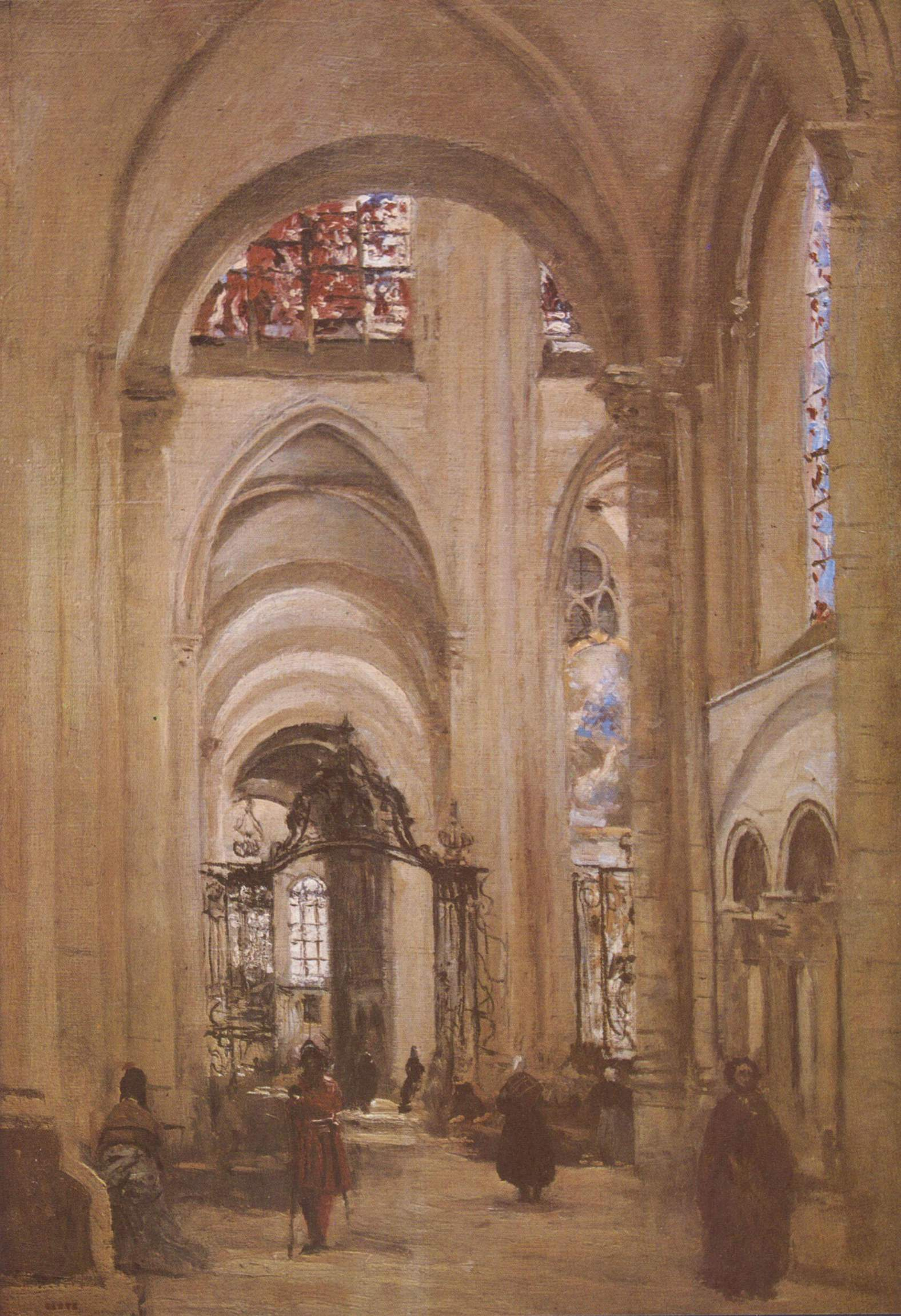
Interieur van de kathedraal
(ca.1874), Jean-Baptiste Camille Corot, Louvre

## Stijl
De kathedraal van Sens mag dan wel de eerste gotische kathedraal worden genoemd, toch zijn er veel niet-gotische stijlelementen, zoals de uitgesproken breedte van de kerk, slechts één uitspringende hoofdkapel in het oosten, en de opstand van het schip dat drie verdiepingen telt (terwijl de meeste vroeggotische kerken er vier hebben: arcaderij, galerij, triforium en lichtbeuk - ontbreekt hier de galerij).

## Beeldhouwwerk
Behalve vanwege de architectuur is de kathedraal van Sens ook de aandacht waard om het beeldhouwwerk. In het middenportaal is alleen het beeld van de heilige Stefanus intact gebleven, de rest hebben de beeldenstormers van de Revolutie min of meer beschadigd. Het beeld staat voor de stijl van rond 1200 waarbij men de lichamelijkheid van de mens herontdekte. De beelden van het noordelijk zijportaal hebben veel minder realistisch afgebeelde plooien, maar zijn ook de moeite waard. Er staan hoofdzakelijk scènes uit het leven van Johannes de Doper afgebeeld. In het middenportaal staat een meer wereldlijk programma: een kalender, de zeven vrije kunsten, een kosmografische cyclus. Op de deurposten merkt de bezoeker de wijze en de dwaze maagden op. In de kerk staat ook een standbeeld van Thomas Becket, toenmalig hoofd van de Engelse kerk en aartsbisschop van Canterbury.

## Klokken
De kathedraal bezit twee bourdons, die tot de grootst bewaard gebleven luidklokken uit de renaissance behoren. Het gaat om La Savinienne van ca. 16.000 kg en La Potentienne van ca. 14.000 kg, beide in 1560 gegoten door Gaspard Mongin-Viard uit Auxerre.

## Rosas van het Hemels Concert
Aan de noordzijde van het transept ziet men een 18 m hoog roosvenster dat een hemels concert voorstelt. Hierop zijn 62 engelen te zien die 32 oude muziekinstrumenten bespelen.

## Galerij

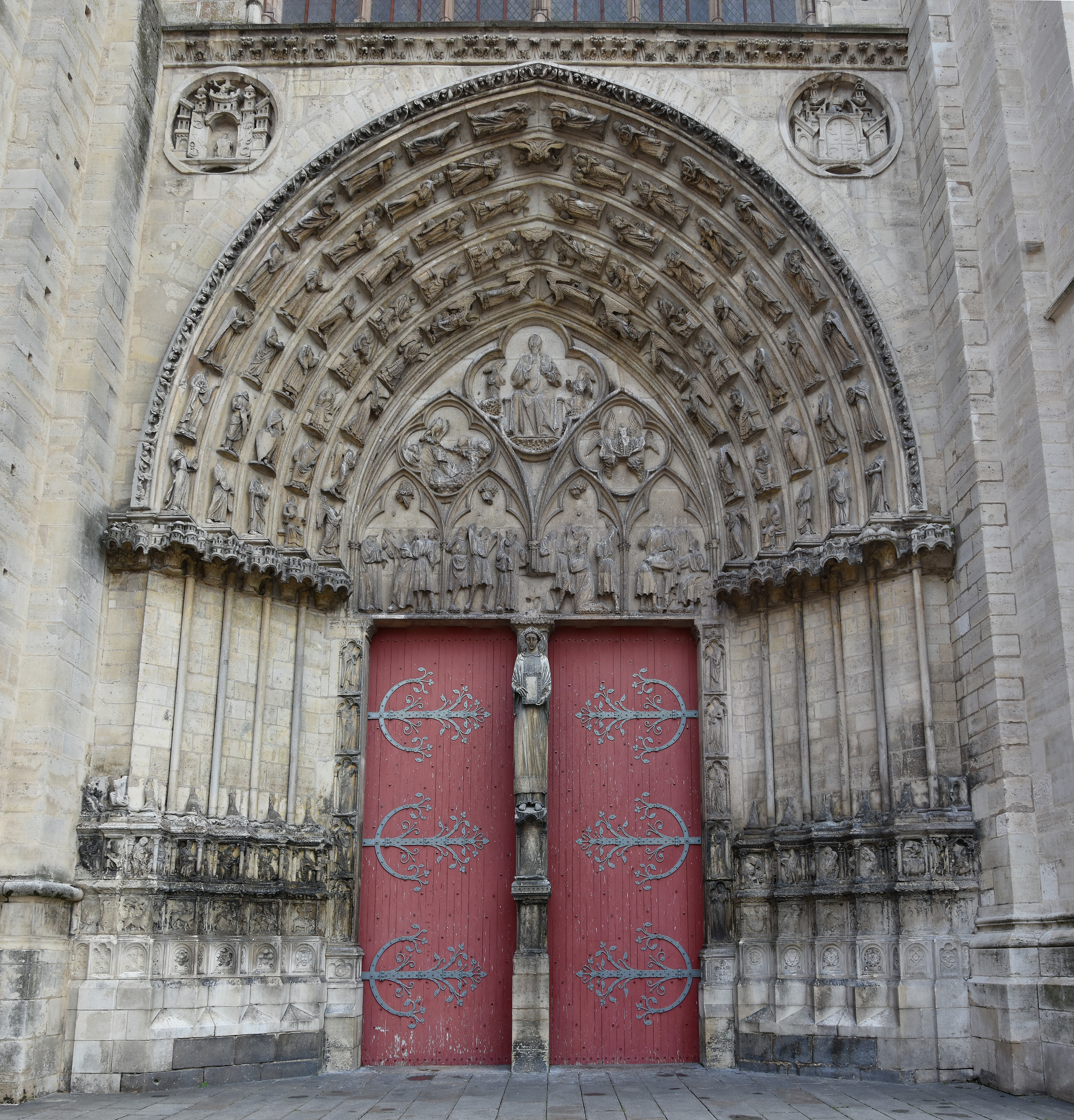
Centraal portiek van de westgevel met Stefanus in het midden
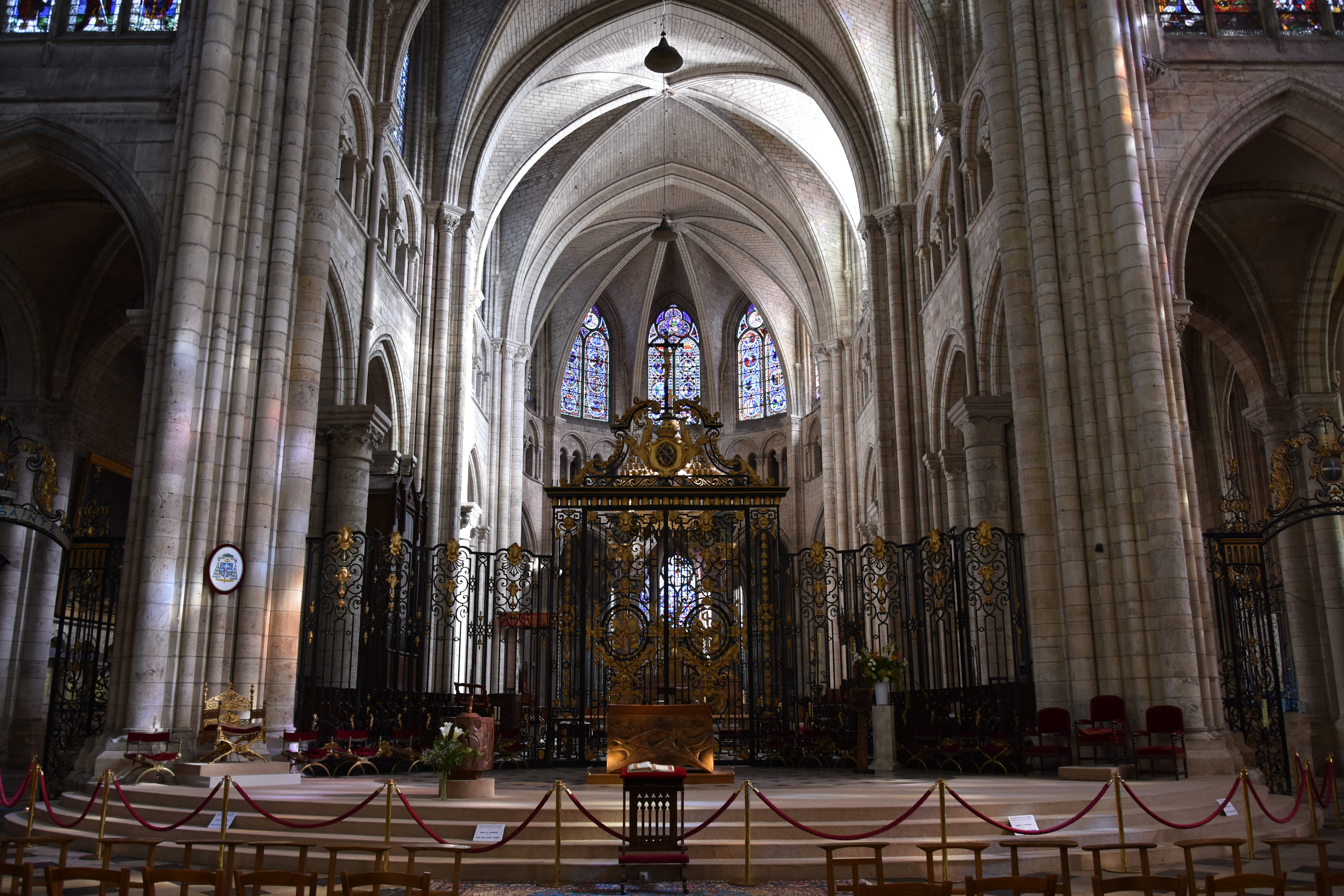
Het priesterkoor afgesloten door een smeedijzeren hek uit 1762
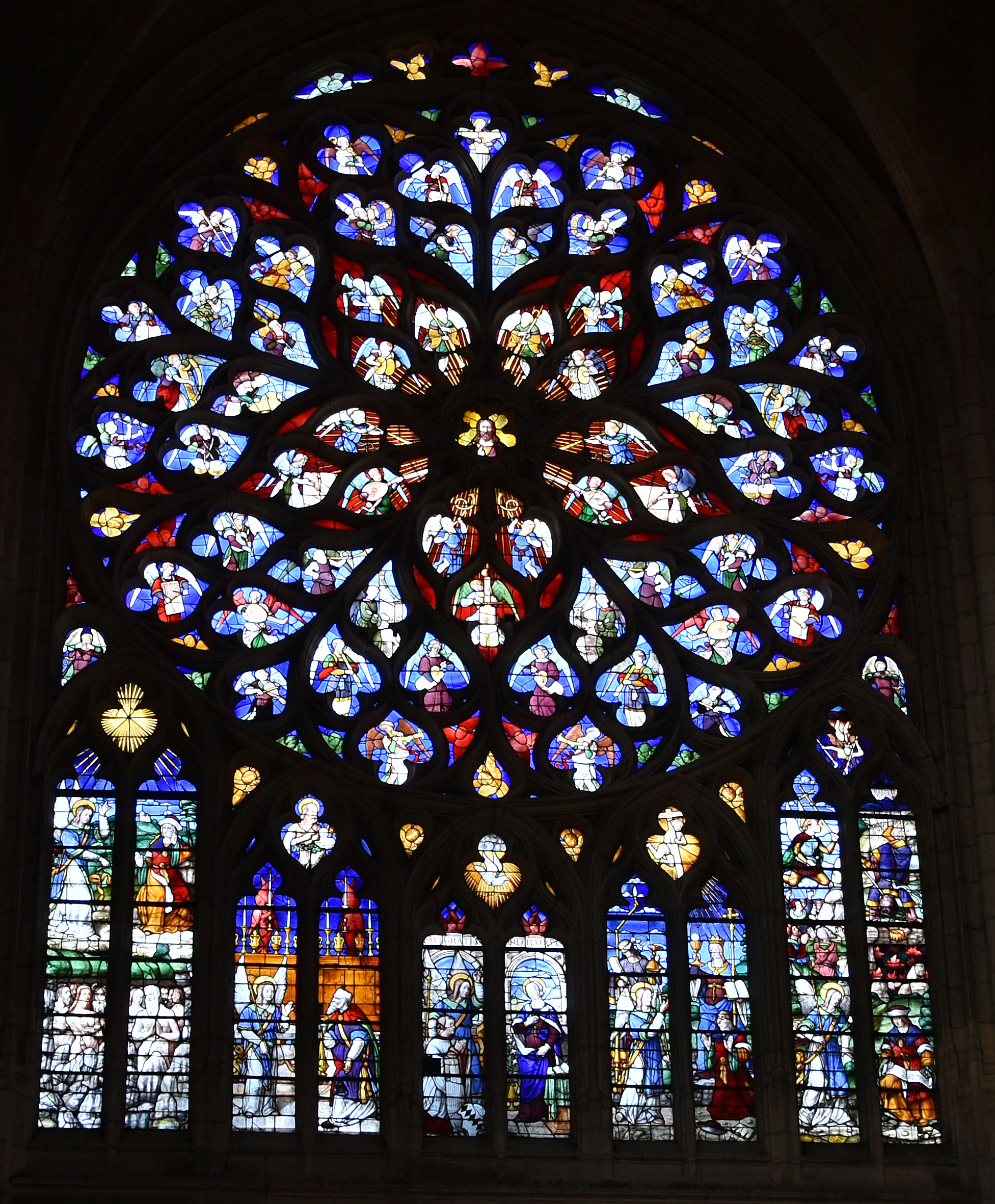
Roosvenster van het Hemels Concert aan de noordzijde van het transept
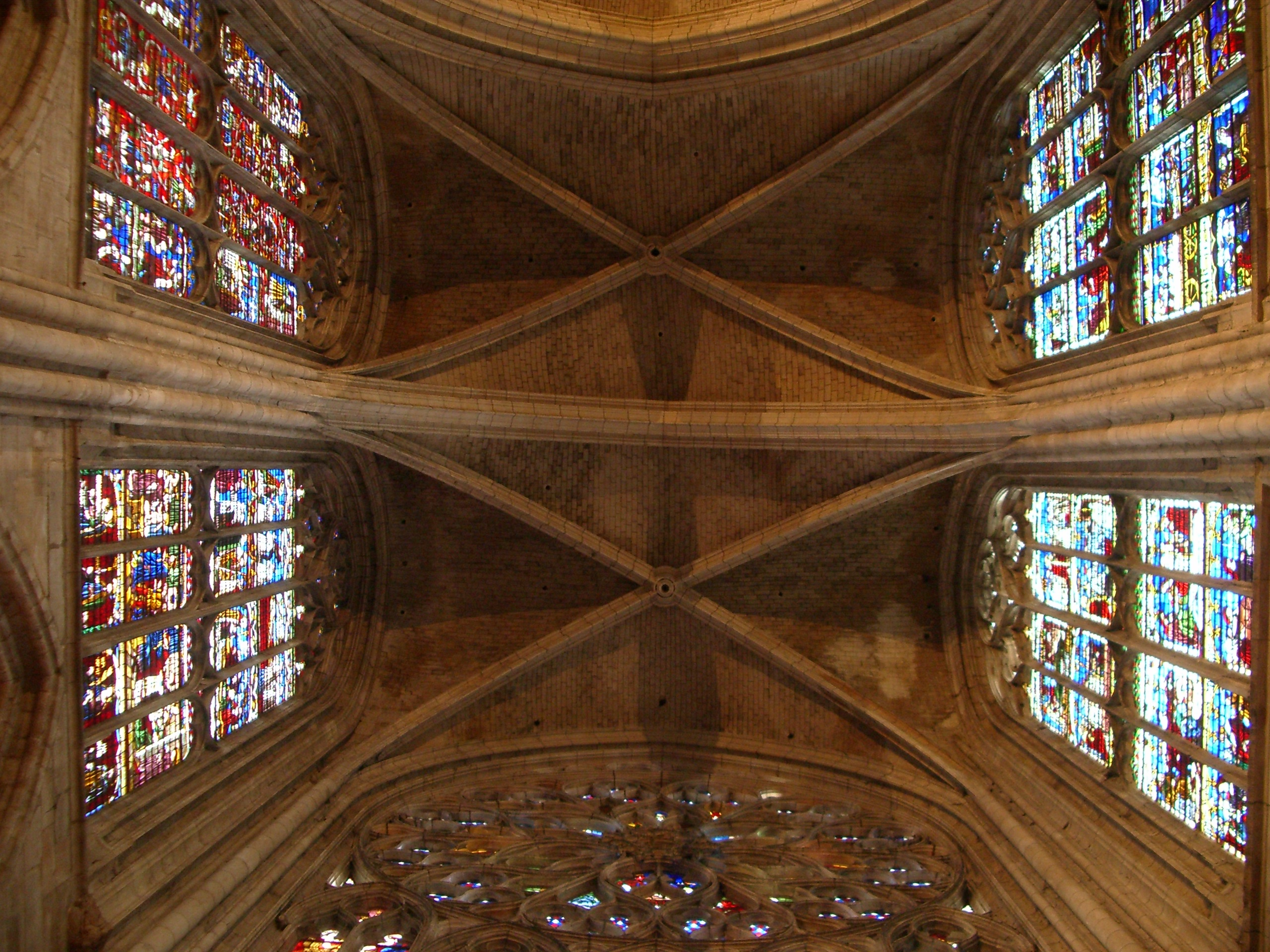
Gewelf van de kruisbeuk